# University of Tasmania
Die University of Tasmania (UTAS) ist eine australische Universität auf der Insel Tasmanien. Sie hat Standorte in Hobart, Launceston, Burnie und Sydney. Sie wurde 1890 gegründet und ist damit die viertälteste Universität in Australien.

## Überblick

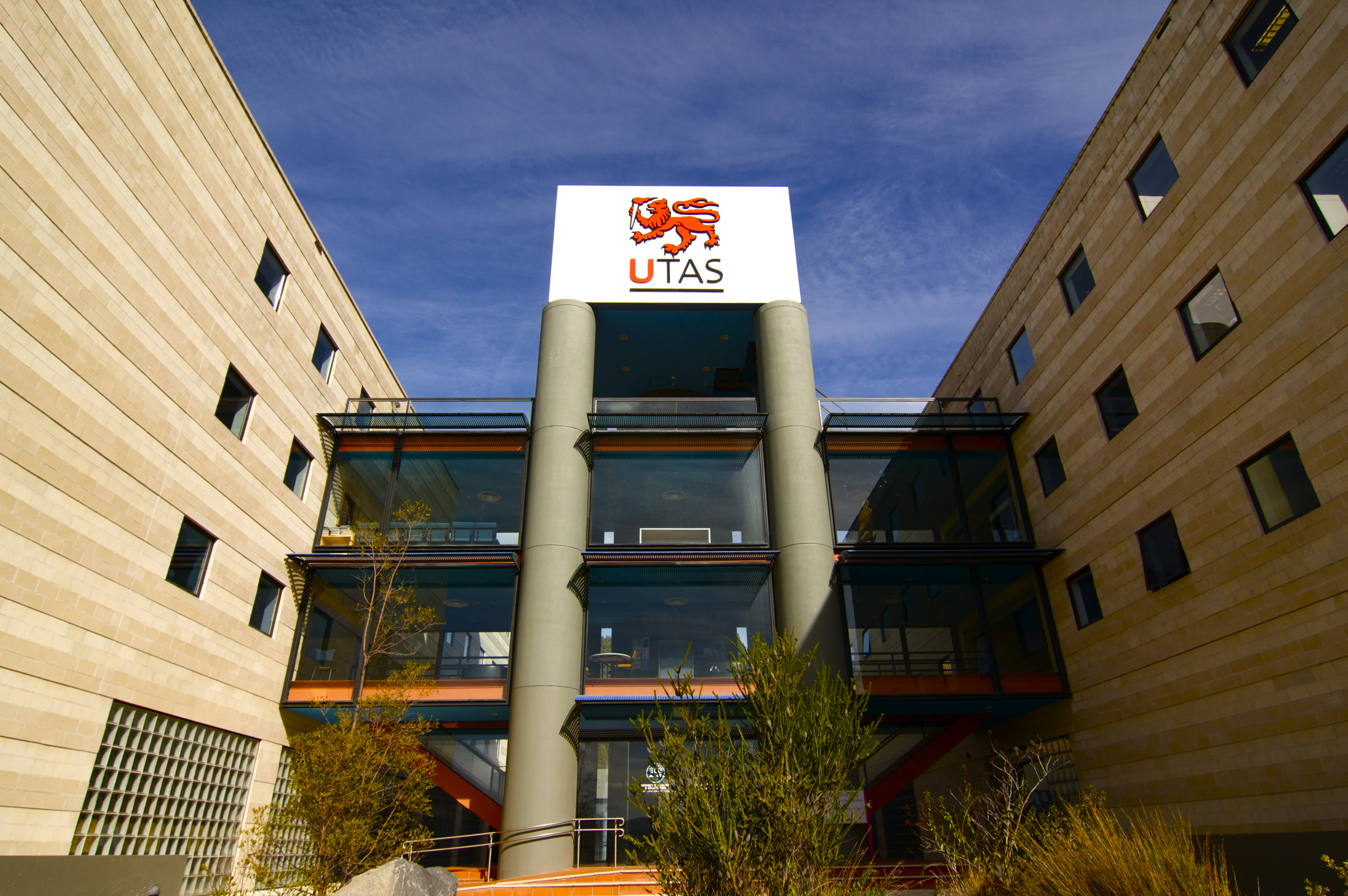
Campusgebäude der University of Tasmania

Die Universität wurde 1890 als Hochschule in Hobart gegründet; 1991 fusionierte sie mit dem Tasmanian Institute of Technology in Launceston.
Die UTAS bietet über 200 verschiedene Studienkurse in grundständigen Studienfächern sowie postgraduale Möglichkeiten an. Bekannt ist die Universität für ihre Ausbildungs- und Forschungsqualitäten in Arktis- und Meereswissenschaften. Sie arbeitet eng mit dem australischen Antarktisinstitut Australian Antarctic Division zusammen und entsendet regelmäßig Forscher und Studenten zu einer der vier australischen Forschungsstationen in der Antarktis. Zudem verfügt sie über eigene Radioteleskope im Mount Pleasant Radio Observatory.

## Fakultäten
Die Universität hat ihre Studienfächer in 6 Fakultäten aufgeteilt:
- Geisteswissenschaften
- Betriebswirtschaft
- Bildung
- Gesundheitswissenschaften
- Rechtswissenschaften
- Natur- und Ingenieurwissenschaften sowie Technologie

## Partneruniversitäten im deutschen Sprachraum
- Fachhochschule Aachen
- Ruhr-Universität Bochum
- Hochschule Furtwangen
- Universität Leipzig
- Universität Paderborn
- Johannes Kepler Universität Linz
- Hochschule Stralsund
- Freie Universität Bozen
- Jade Hochschule – Fachbereich Seefahrt, Elsfleth
- Universität Luzern
- Zeppelin University
- Universität Klagenfurt
- Universität Augsburg

## Kanzler
Der Politiker Michael Field, ehemaliger Premierminister des Bundesstaates Tasmanien, war 2013 bis 2021 Kanzler der Universität.